# Lambrigg Fell
Lambrigg Fell är ett berg i Storbritannien.   Det ligger i grevskapet Cumbria och riksdelen England, i den centrala delen av landet, 400 km nordväst om huvudstaden London. Toppen på Lambrigg Fell är 339 meter över havet, eller 168 meter över den omgivande terrängen. Bredden vid basen är 15,2 km.
Terrängen runt Lambrigg Fell är kuperad åt nordost, men åt sydväst är den platt.Runt Lambrigg Fell är det ganska tätbefolkat, med 60 invånare per kvadratkilometer. Närmaste större samhälle är Kendal, 7,4 km väster om Lambrigg Fell. Trakten runt Lambrigg Fell består i huvudsak av gräsmarker.